# Whitby (Nouvelle-Zélande)
Whitby, est une importante banlieue de la cité de Porirua située dans le sud de l'Île du Nord de la Nouvelle-Zélande.

## Situation
Elle est localisée le long de la berge sud de la crique naturelle nommée Porirua Harbour (en).

## Toponymie
Le nom de la banlieue lui-même, tout comme le thème nautique du voisinage et le nom des rues, sont tirés de la vie et de la carrière de l'explorateur du Pacifique, le capitaine James Cook. 
Le bicentenaire de sa première visite en 1769 en Nouvelle-Zélande est en effet survenu, quand débutait le développement de la banlieue de Whitby .

## Histoire
En 1967, quelques 3180  acres (soit1290  ha) de terrains agricoles furent achetés par un consortium en vue du nouveau développement résidentiel, de façon identique aux nouvelles villes de l'Amérique du Nord ; avec une population grossissant jusqu'à 16. 000 habitants, répartis dans quatre secteurs de voisinage, chacun centré sur une école primaire. 
À la suite de l'appel d'offres pour planifier la ville, entendu en 1974, ceci donna lieu à deux voisinages ("neighbourhoods"), appelés « Adventure » et « Endeavour ».
La première section de la subdivision fut vendue par actions en 1970. 
En mai 1971, huit maisons étaient occupées (celle du 5 Spinnaker Drive fut la première); et en 1972, 203 sections avaient été vendus et 62 des 117 maisons construites étaient occupées. 
En 1998, 2000 maisons avaient été construites. 
Le consortium développa le centre du village et un terrain de golf et mit en œuvre un service de bus de banlieue à partir du 1er février 1973. 
Le New Zealand Institution of Engineers (en) attribua au développement son prix : l’Award de l'Environnement de 1978, pour le travail d'ingénierie exemplaire et pour le soin de la réalisation avec la considération particulière pour les valeurs environnementales.
La zone originale est une partie du «Horokiri riding of Hutt County», et certaines des terres suivantes étaient dans la ville de Porirua. 
En 1988, la commission locale du gouvernement décida que l'ensemble de la ville de Whitby passerait sous la gestion du conseil de la cité de Porirua (en). 
Le  Consortium de développement de la Communauté, (initialement propriété  de la société « Huapai Properties »), avait comme partenaires « Fletcher Mainline », « Jubilee Investments » (faisant partie du « Groupe Todd ») et la « National Mutual Life Association ».

## Éducation
- Une éducation préscolaire est disponible au niveau du « Discovery Kindergarten », « Adventure Kindergarten »[2] et l'école préscolaire de « Mana Montessori ».
- Il y a aussi trois écoles primaires dans Whitby :les écoles Discovery, Adventure et Postgate, toutes les trois accueillant les enfants de l'année 1 à 8.

- Une école privée secondaire fut fondée en 2004, qui fonctionne au niveau du école collégiale Samuel Marsden (en) depuis la fin de 2005. L'école a un effectif de 120 élèves[3], allant de l'année 7 à 12.

Un nouveau bloc de classes a été terminé au milieu de l'année 2007, qui comprend une importante classe artistique.

## Transports
Les bus desservant le secteur sont:
Numéro 230 ,qui circulent entre : The Crows Nest (Whitby) et la gare de Porirua (en), s'arrêtant aux arrêts suivant (parmi d'autres et fonctionnant seulement du lundi au vendredi).
- The Crows Nest
- Spinnaker Drive at Hicks Close
- Aotea College opposite Okowai Road
- Porirua Station - Stop B

Numéro 236 circule entre 'Drive' (Whitby) et la gare de Porirua (en) dans la ville de Porirua, s'arrêtant aux points suivants;
- Navigation Drive
- Whitby Lakes (Upper Lake)
- Spinnaker Drive at Hicks Close
- Paremata Road (proche du 132)
- Paremata Station (bus stop)
- Oak Avenue (opposite 10)
- collège royal de la police de Nouvelle-Zélande (en) - Papakowhai Road
- Porirua Station - Stop B

## Économie
La banlieue est centrée sur le 'Whitby Shopping Centre', contenant pratiquement tous les commerces de détails nécessaires dans Whitby.